# Eugen von Böhm-Bawerk

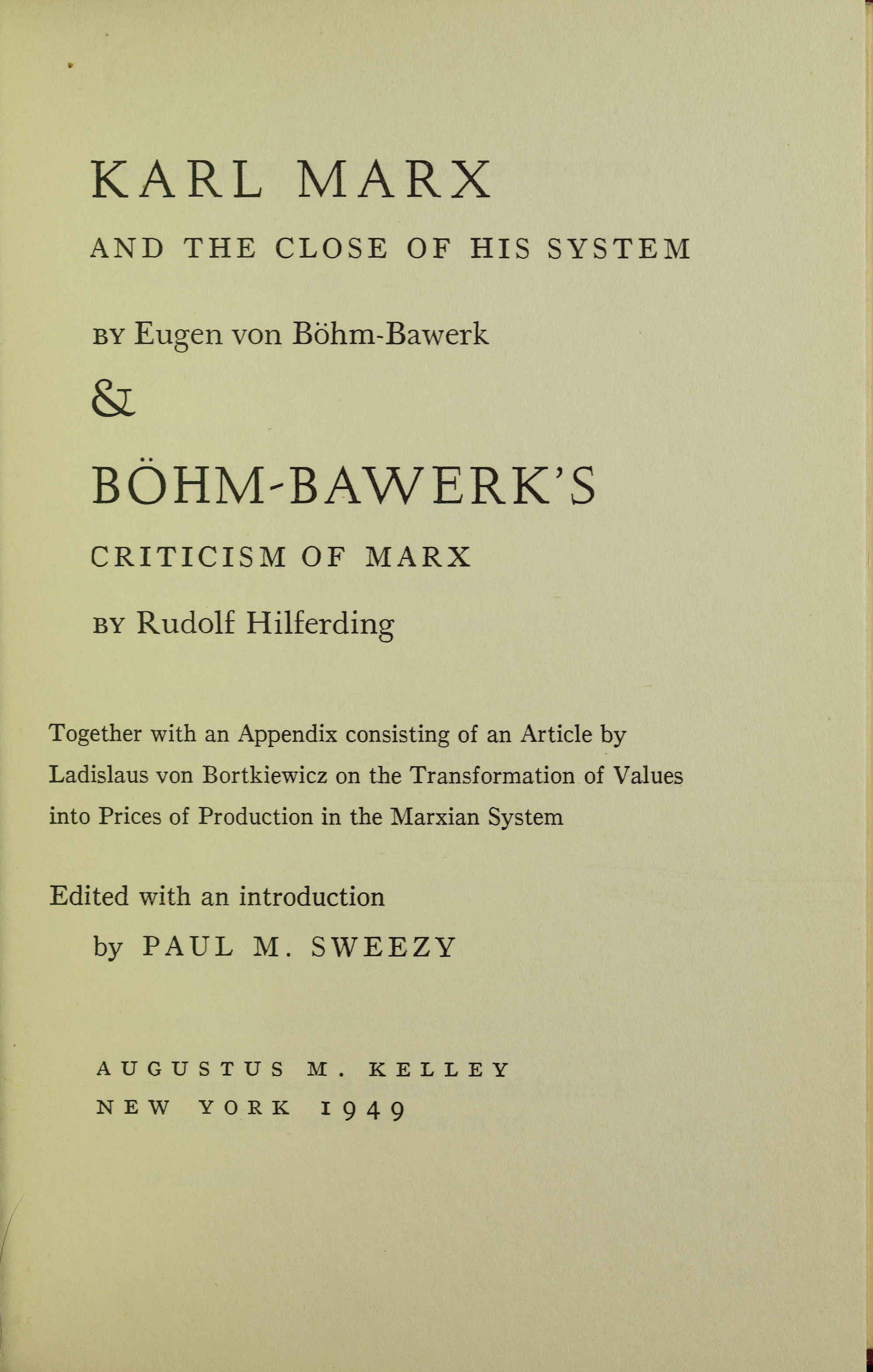
Karl Marx and the close of his system

Eugen von Böhm-Bawerk, född 12 februari 1851 i Brünn (nu Brno i Tjeckien), död 27 augusti 1914 i Wien, var en österrikisk nationalekonom. Han var även Österrikes finansminister 1895, 1897–1898 och 1900–1904.
Böhm-Bawerk var Carl Mengers främsta elev och bidrog till att utveckla dennes teorier inom nationalekonomin, som senare skulle komma att kallas för den österrikiska skolan. Hans viktigaste student var Ludwig von Mises. Hans främste medarbetare (som han dessutom var svåger med) var Friedrich von Wieser.
Böhm-Bawerk är mest känd för sin kritik av Karl Marx och dennes utsugningslära, samt sina relaterade teorier om kapital och ränta. Han införde begreppet agioteori (tidspreferens) och menade att denna ligger till grunden för fenomenet ränta. Han utvecklade också en kapitalteori som bygger på att produktion är uppdelad i flera diskreta steg som alla tar tid. Denna produktionsstruktur ligger till grunden för hans kritik av Marx. Medan Marx menar att kapitalisten suger ut arbetaren, hävdar Böhm-Bawerk att kapitalisten är oumbärlig för en intensivare arbetsdelning, då han tar på sig bördan att spara och ackumulera allt kapital och vänta på inkomst tills produktionen är färdig. Utan kapitalister skulle ingen produktion som tar någon längre tid ske, eftersom arbetarna inte skulle vilja vänta på sin inkomst. Detta problem löses genom att en kapitalist betalar löner i förskott.
von Böhm-Bawerk invaldes som ledamot av Kungliga Vetenskapsakademien 1910.